# Полска поветица
По̀лската поветица (Convolvulus arvensis), наричана също и обикновѐна повѐтица, е вид многогодишно увивно растение от семейство Поветицови.
Видът произлиза от Европа и Азия, но е пренесен от човека из цял свят. Има две разновидности:
- Convolvulus arvensis var. arvensis – с по-широки листа;
- Convolvulus arvensis var. linearifolius – с по-тесни листа.

## Описание
Коренищата на полската поветица достигат до около 2,5 метра на дължина. Стеблата обикновено са дълги от 40 до 150 cm. Листата на растението са яйцевидни, триъгълни до линейни, с дължина от 1 до 5 cm и с ширина от 0,6 до 4 cm. Цветовете са разположени по един или по два (по-рядко по три) в пазвите на листата, а на цвят са бели или бледо розови. Цъфти от май до октомври, а едно растение е способно да образува от 25 до 300 семена годишно. Семената имат много голяма издръжливост и се пренасят от водата и птиците.
Растението се среща по тревисти, каменисти и храсталачни места. В България е разпространено навсякъде до 1000 m надморска височина. В селското стопанство се счита за плевел, но в народната медицина се счита за лечебно растение. Полската поветица съдържа няколко алкалоида, сред които тропин, тропинон и кускохигрин, които я правят токсична.

## Галерия
- Листа.
- Цвят.
- Семена.
- Розова полска поветица.